# عیسی ابن امام
ابوموسی، عیسی تلمسانی شهرت‌یافته به ابن الامام، همراه برادرش عبدالرحمان به اولادِ امام (؟ -۱۳۴۸م) (نسب: عیسی بن محمد بن عبدالله، ابن الامام) فقیه مالکی و مجتهد الجزایری بود. همراه برادرش عبدالرحمان ابن امام از عالمان بزرگ مغرب شمرده می‌شدند. ابوموسی در شهر برشک (قورایهٔ کنونی) زاده شد، پدرش امامی در یکی از مساجد آن بود، از این رو هر دو برادر به ابن الامام شهرت یافتند. در تونس و مغرب درس خواند، سپس به الجزیره بازگشت و مدتی در ملیانه قضاوت را برعهد داشت. در سال ۷۲۰ق هردو به شرق سفر کنند و با ابن تیمیه مناظره‌ای سخت داشتند. ابوموسی هشت سال پس از درگذشت ابوزید به‌هنگام طاعون سال ۷۴۹ق درگذشت.